# Episodi di Blood of Zeus (terza stagione)
La terza stagione della serie animata Blood of Zeus è stata interamente pubblicata a livello internazionale il 8 maggio 2025 su Netflix.
| n. | Titolo originale        | Titolo italiano            | Pubblicazione USA | Pubblicazione Italia |
| -- | ----------------------- | -------------------------- | ----------------- | -------------------- |
| 1  | A Breath Before Dying   | Un respiro prima di morire | 8 maggio 2025     | 8 maggio 2025        |
| 2  | Hades' Choice           | La scelta di Ade           | 8 maggio 2025     | 8 maggio 2025        |
| 3  | Hellebore               | Elleboro                   | 8 maggio 2025     | 8 maggio 2025        |
| 4  | Brothers' Journey       | Il viaggio dei fratelli    | 8 maggio 2025     | 8 maggio 2025        |
| 5  | The Head of the Maenads | La testa delle Menadi      | 8 maggio 2025     | 8 maggio 2025        |
| 6  | The Tower of the Winds  | La torre dei venti         | 8 maggio 2025     | 8 maggio 2025        |
| 7  | Land of the Dead        | La terra dei morti         | 8 maggio 2025     | 8 maggio 2025        |
| 8  | A Champion's Challenge  | Una sfida da campioni      | 8 maggio 2025     | 8 maggio 2025        |

## Un respiro prima di morire
- Diretto da: Jae H. Kim e Jae Woo Kim
- Scritto da: Charles Parlapanides e Vlas Parlapanides

In punto di morte, Heron rivede i momenti della propria vita e quelli di sua madre Electra e di Seraphim, e decide che non è ancora il momento della sua morte. Usa dunque i suoi poteri sull'elettricità per rimarginare la ferita sotto gli occhi stupiti di tutti. Gaia proclama il suo giudizio su tutti i presenti, a quel punto arriva Tifone e inizia ad attaccare i presenti. Nella battaglia che ne segue, molti muoiono, compresi Ares ed Efesto. Gaia spiega ad Heron di aver agito in tal modo per ripristinare l'ordine che gli dei dell'Olimpo hanno alterato. Libera anche le Furie, che sottraggono ad Ade il suo bidente. Heron raggiunge Seraphim e gli chiede di aiutarlo offrendo in cambio il suo aiuto per Gorgo. All'inizio Seraphim rifiuta l'aiuto del fratello e cerca invece di rubargli la spada, ma Gaia lo immobilizza. Heron convince Gaia a risparmiare Seraphim e di lasciare che lo aiuti; la dea della terra accetta la richiesta, a condizione che la spada rimanga nelle mani di Heron. Nel mentre, Tifone e le Furie si dirigono verso l'Oltretomba, seguiti da Ade e Persefone temendo per l'incolumità dei loro figli Zagreo e Melinoe. Dopo aver lasciato andare Heron e Seraphim, Gaia si reca nel Tartaro dove incontra suo figlio Crono, re dei Titani, informandolo di aver liberato Tifone e di dover ripristinare l'ordine. Ade e Persefone raggiungono l'Oltretomba, ma poiché è primavera Persefone non riesce a superare la barriera che separa l'Oltretomba dal mondo dei vivi, proprio mentre Tifone raggiunge l'ingresso.

## La scelta di Ade
- Diretto da: Jae H. Kim e Joshua Covey
- Scritto da: Charles Parlapanides e Vlas Parlapanides

Con le spalle al muro, Persefone decide di trattenere Tifone per dare al marito abbastanza tempo per mettere in salvo i loro figli. Ade rintraccia Zagreo e Melinoe nei prati di Asfodelo e poi gli porta al sicuro in una grotta, dove li addormenta con una pozione di Ipno che gli fa cadere in un sonno profondo. Dopo aver messo i bambini al sicuro, viene catturato dalle Furie. Nonostante i suoi sforzi, Persefone viene uccisa da Tifone, il quale si reca nel Tartaro e libera Crono. Riappropriatosi della sua falce e usando il bidente di Ade, Crono libera gli altri titani e riporta se stesso e gli altri titani alle loro dimensioni e poteri precedenti, usando un meccanismo che Ade aveva installato nell'Oltretomba per portare la luce del sole a Persefone. Nel frattempo Demetra piange la morte della figlia; viene raggiunta da Era, che la informa della liberazione di Crono e gli chiede aiuto per liberare Zeus. Mentre i titani devastano l'Oltretomba, Crono chiede ad Ade dove trovare Zeus, ma il signore dell'Oltretomba si rifiuta di rispondergli. Crono porta il figlio all'ingresso dell'Abisso (luogo considerato la fine del mondo) e vi getta dentro il re Radamante, che viene cancellato dall'esistenza, minacciando di fare lo stesso anche con l'anima di Persefone.

## Elleboro
- Diretto da: Jae H. Kim e Joshua Covey
- Scritto da: Charles Parlapanides e Vlas Parlapanides

Le Furie prelevano l'anima di Persefone. Crono minaccia di gettare nell'Abisso le anime di Ares ed Efesto se non gli rivelano dove Zeus, ma Ade non cede per nessuno dei due. I due dei vengono entrambi scaraventati nell'Abisso, venendo entrambi cancellati, cosa che fa tremare l'intero mondo. Le Furie portano a Crono l'anima di Persefone e minaccia di gettare anche lei. Ade è sul punto di cedere, ma la moglie lo esorta a non arrendersi. Per salvare i suoi sovrani, il re Eaco appare e rivela di sapere dov'è Zeus. Crono libera il titano Atlante dal suo fardello di tenere sollevato il mondo e lo sostituisce con Ade. Guidati da Eaco, Crono e Atlante raggiungono le pianure di Erebo, dove è imprigionato Zeus; ma una volta lì trovano il vero Eaco imprigionato. Il falso Eaco si rivela essere Era che, con l'aiuto di Demetra, ha già liberato Zeus. Scampata alla furia del padre, Era si ritrova con Zeus e Demetra in un luogo sicuro nell'Oltretomba. Nel frattempo, Seraphim porta Heron in un rifugio segreto, dove Gorgo lo aveva guarito tempo prima. Con i petali dell'Elleboro (un fiore nato dal sangue di una gorgone), Seraphim guarisce il fratello, che si offre di aiutare prima Seraphim e poi l'Olimpo. Seraphim rivela che per convincere Caronte a traghettare l'anima di Gorgo intende recuperare la collana di Armonia, un leggendario gioiello che Caronte desidera da tempo. Heron acconsente ad aiutare il fratello, chiedendogli in cambio di rendergli onori funebri se dovesse morire.

## Il viaggio dei fratelli
- Diretto da: Jae H. Kim e Joshua Covey
- Scritto da: Charles Parlapanides e Vlas Parlapanides

Crono manda i suoi titani a distruggere i templi di Zeus per indebolirlo, mentre la titanide Teia suggerisce di trovare la fiaccola di Ecate, con la quale potranno trovare Zeus. Crono, per vendetta contro Era e Demetra, tenta di gettare nell'Abisso anche l'anima di Persefone, ma quest'ultima viene salvata in extremis da Hermes, che fugge portandola da Demetra, la quale lo ringrazia dandogli la cura per le sue spore velenose per se e per gli altri dei. Nel loro nascondiglio, Era e Zeus hanno modo di ricongiungersi: Era rivela di aver parlato con Electra nei campi Elisi, per sapere perché Zeus la amasse più di lei. Electra rispose di averlo visto per quello che era piuttosto che per quello che rappresentava, non come il re degli dei, a cui Era dava consigli, ma come se stesso. Era quindi implora Zeus di riunire gli dei dell'Olimpo. In seguito, Era si reca sull'Olimpo, dove si stanno tenendo i funerali di Ares ed Efesto. Era comunica agli dei che non li rivedranno più e chiede loro di tornare per combattere i titani; gli dei acconsentono dandole l'ultimo regale lasciatole da Efesto: un braccio meccanico. Nel mentre, Heron e Seraphim vengono attaccati dai seguaci dei titani, che evocano Tifone, ma vengono salvati da Alexia e Kofi, muniti di mantelli dell'invisibilità donati da Atena. Heron informa i suoi amici che ha deciso di aiutare Seraphim, ma i due sono restii ad aiutarlo per via dei suoi crimini. Heron, tuttavia, li convince a cambiare idea, affermando che crede che il guerriero della profezia potrebbe essere Seraphim.

## La testa delle Menadi
- Diretto da: Jae H. Kim e Joshua Covey
- Scritto da: Charles Parlapanides e Vlas Parlapanides

Crono tenta di catture Ecate nel tentativo di farsi dare la sua fiaccola, ma la dea della magia scappa appena in tempo. Heron, Seraphim, Alexia e Kofi raggiungono il rifugio delle Menadi, una setta di donne fedeli a Dioniso, e sono in possesso della testa vivente di Orfeo, che potrebbe aiutarli a trovare la collana. Le Menadi rivelano di aver catturato Evios, poiché era in debito con la loro sacerdotessa Teope, la quale aveva aiutato Kofi ed Evios a trovare i resti del gigante di cui Seraphim si era nutrito. Le Menadi tentano di sopraffare il gruppo con la loro magia, ma quando Evios rivela che la loro magia deriva dal loro fuoco, Heron usa i suoi poteri per spegnerlo. Senza la loro magia, le Menadi vengono presto sconfitte. Heron acconsente a risparmiarle, a patto che li portino da Orfeo. Dopo che Alexia risponde ad un suo indovinello, la testa di Orfeo rivela che la collana è custodita nella torre dei venti, dimora degli dei del vento, ed è al collo della loro malvagia matrona Potnia; avvisandoli che per sconfiggere Potnia devono avere la volontà di sacrificare tutto. Il gruppo lascia il bosco delle menadi e Kofi recupera anche una collana che apparteneva alla sua defunta moglie.

## La torre dei venti
- Diretto da: Jae H. Kim e Joshua Covey
- Scritto da: Charles Parlapanides e Vlas Parlapanides

Era raggiunge i giganti Briareo e Bronte, per chiedere loro aiuto a creare un bidente uguale a quello di Ade. Bronte acconsente, sperando che la ritrovata umiltà di Era non sia giunta troppo tardi. Nel mentre Heron e il suo gruppo raggiunge la torre dei venti, per recuperare la collana di Armonia. Nonostante le innumerevoli difese, il gruppo entra nella torre dove trovano i cadaveri in decomposizione degli dei del vento. In quel momento, Potnia attacca il gruppo impossessandosi di ognuno di loro alla volta. Nella lotta Alexia, ricordando le parole di Orfeo, capisce che Potnia li sta controllando attraverso gli innumerevoli specchi nella torre. Cominciano a distruggere gli specchi, finché Alexia e Kofi trovano la vera Potnia. Alexia recupera la collana, ma Potnia combatte contro di loro. Per salvare la sua amica, Kofi si sacrifica gettando se stesso e Potnia nelle fiamme. Rattristati per la perdita dell'amico, il gruppo lascia la torre dei venti con la collana e si recano all'ingresso dell'Oltretomba.

## La terra dei morti
- Diretto da: Jae H. Kim e Joshua Covey
- Scritto da: Charles Parlapanides e Vlas Parlapanides

Heron e Seraphim raggiungono l'Oltretomba e convincono Caronte a traghettare l'anima di Gorgo oltre il fiume Stige in cambio della collana di Armonia. Gorgo è restia ad andare avanti senza Seraphim, ma quest'ultimo le mostra il suo aspetto demoniaco e la esorta ad andare avanti dandole anche l'acqua del Lete, affinché si dimentichi di lui. Dopo che Heron e Seraphim se ne vanno con Caronte, Gorgo rifiuta di bere l'acqua del Lete e si reca dai giudici. Difronte ai giudici, ora presieduti dalla titanide Themis in sostituzione di Radamante, Gorgo non viene mandata nei Campi Elisi, ma viene condannata ad andare nei Campi del Pianto a causa della sua vita prima di diventare sacerdotessa. Subito dopo arriva una delle Furie a prelevare Gorgo. Seraphim cerca di salvarla, ma Heron lo ferma e gli dice di aspettare. Fuori dall'Oltretomba, incontrano Era che chiede loro perdono e li esorta a unirsi agli dei dell'Olimpo per sconfiggere Crono. Anche se riluttanti, i due accettano. Ai piedi dell'Olimpo, Crono, Tifone e gli altri titani raggiungo gli dei, con Gorgo prigioniera delle Furie. Crono propone a Heron, Seraphim e a tutti gli dei un'offerta di pace: tutti gli dei berranno le acque del Lete e dimenticherano le loro vite passate, e sarà loro concesso di vivere, senza combatterlo e morire, e rinascere in un nuovo ordine universale. Vedendo Gorgo prigioniera delle Furie e ascoltando la proposta di Crono, Seraphim sembra sul punto di accettare.

## Una sfida da campioni
- Diretto da: Jae H. Kim e Joshua Covey
- Scritto da: Charles Parlapanides e Vlas Parlapanides

Heron convince Serahim a non cedere al ricatto di Crono. Era invece propone a Crono un'alternativa: un combattimento tra campioni, due per ogni parte; il vincitore avrà tutto. Nonostante sospetti una trappola, Crono acconsente. mentre Heron e Seraphim si preparano, Demetra prende da parte Heron e gli rivela di essere stata lei a tagliare il suo filo della vita come vendetta contro Zeus e che se lo desidera lo sostituirà nel duello per fare ammenda; ma Heron rifiuta, poiché ormai non può più sottrarsi al suo dovere. Heron e Alexia si rivelano reciprocamente i loro sentimenti, pur consapevoli che non potranno mai stare insieme. Heron e Seraphim scendono in campo per gli dei, mentre per i titani combattono Crono e Tifone. Lo scontro si rivela lungo e sfiancante per i due fratelli, finché Heron utilizza tutto il suo potere per uccidere Tifone, anche se ciò gli costa la vita. Sotto gli occhi stupiti dei presenti per la morte di Tifone, Seraphim continua a combattere contro Crono, finché non intervengono Zeus, Poseidone e Ade, che mettono in ginocchio Crono e gli altri titani e Seraphim ne approfitta per liberare Gorgo dalle Furie. Zeus rivela a Crono che la sfida era in realtà un diversivo: mentre Heron e Seraphim distraevano Crono e i suoi alleati, Demetra ha sottratto il bidente di Ade alle Furie e lo ha sostituito con uno falso creato da Bronte; in seguito Hermes ha portato il vero bidente nell'Oltretomba, con il quale ha potuto liberare Zeus e Ade. L'intera Lega dell'Olimpo (alla quale si uniscono anche i giganti Briareo e Bronte) attacca e sconfigge i titani, mentre Zeus, Poseidone e Ade combattono Crono. Combinando il suo bidente con la spada di Heron, Seraphim lancia un potente colpo alla testa di Crono, uccidendolo, dimostrando che Seraphim era l'eletto della profezia. Alla fine i titani vengono di nuovo rinchiusi nel Tartaro, Zeus ed Era tornano a capo dell'Olimpo, dove vengono elogiati Heron (come personificazione del vero eroe) e Seraphim (come l'Eletto della profezia). In seguito gli dei creano delle costellazioni che raffigurano Efesto, Ares, Persefone ed Heron, affinché vengano onorati e ricordati per sempre. Electra si ricongiunge felicemente sia con Heron che con Seraphim nei campi Elisi. 